# Albert Heremans
Albert Louis Heremans (ur. 13 kwietnia 1906 w Merchtem, zm. 15 grudnia 1997) – belgijski piłkarz, reprezentant kraju, grający na pozycji obrońcy.

## Kariera klubowa
Heremans urodził się w Merchtem. Od 1924 do 1942 występował w Daring Club. Jako piłkarz Daring Club sięgnał dwukrotnie po mistrzostwo Belgii w sezonach 1935/36 i 1936/37. 
Heremans zdobył także Puchar Belgii w sezonie 1934/35. Przez 18 lat gry w Daring Club wystąpił w 367 spotkaniach, w których strzelił 45 bramek. 
| Sezon   | Klub        | Kraj   | Rozgrywki     | Mecze | Bramki |
| ------- | ----------- | ------ | ------------- | ----- | ------ |
| 1924/25 | Daring Club | Belgia | Eerste klasse | 12    | 1      |
| 1925/26 | Daring Club | Belgia | Eerste klasse | 24    | 6      |
| 1926/27 | Daring Club | Belgia | Eerste klasse | 26    | 9      |
| 1927/28 | Daring Club | Belgia | Eerste klasse | 19    | 5      |
| 1928/29 | Daring Club | Belgia | Eerste klasse | 26    | 6      |
| 1929/30 | Daring Club | Belgia | Eerste klasse | 26    | 5      |
| 1930/31 | Daring Club | Belgia | Eerste klasse | 24    | 0      |
| 1931/32 | Daring Club | Belgia | Eerste klasse | 26    | 0      |
| 1932/33 | Daring Club | Belgia | Eerste klasse | 24    | 4      |
| 1933/34 | Daring Club | Belgia | Eerste klasse | 23    | 1      |
| 1934/35 | Daring Club | Belgia | Eerste klasse | 24    | 3      |
| 1935/36 | Daring Club | Belgia | Eerste klasse | 25    | 4      |
| 1936/37 | Daring Club | Belgia | Eerste klasse | 26    | 0      |
| 1937/38 | Daring Club | Belgia | Eerste klasse | 24    | 0      |
| 1938/39 | Daring Club | Belgia | Eerste klasse | 17    | 1      |
| 1939/40 | Daring Club | Belgia | Eerste klasse | 11    | 0      |
| 1940/41 | Daring Club | Belgia | Eerste klasse | 9     | 0      |
| 1941/42 | Daring Club | Belgia | Eerste klasse | 1     | 0      |

## Kariera reprezentacyjna
Heremans po raz pierwszy w reprezentacji Belgii wystąpił 6 grudnia 1931 w wygranym 2:1 meczu ze Szwajcarią.
Heremans został powołany na Mistrzostwa Świata 1934 rozgrywane we Włoszech. Wystąpił w spotkaniu z reprezentacją Niemiec, przegranym 2:5. Mecz z Niemcami był jednocześnie ostatnim meczem Heremansa w drużynie narodowej. Łącznie w latach 1931–1934 wystąpił w 7 spotkaniach. 
| Mecze i gole w reprezentacji | Mecze i gole w reprezentacji | Mecze i gole w reprezentacji | Mecze i gole w reprezentacji | Mecze i gole w reprezentacji | Mecze i gole w reprezentacji | Mecze i gole w reprezentacji |
| #                            | Data                         | Miasto                       | Przeciwnik                   | Gol                          | Wynik                        | Rozgrywki                    |
| ---------------------------- | ---------------------------- | ---------------------------- | ---------------------------- | ---------------------------- | ---------------------------- | ---------------------------- |
| 1.                           | 06.12.1931                   | Bruksela                     | Szwajcaria                   |                              | 2:1                          | towarzyski                   |
| 2.                           | 20.03.1932                   | Deurne                       | Holandia                     |                              | 1:4                          | towarzyski                   |
| 3.                           | 05.06.1932                   | Kopenhaga                    | Dania                        |                              | 4:3                          | towarzyski                   |
| 4.                           | 12.06.1932                   | Sztokholm                    | Szwecja                      |                              | 1:3                          | towarzyski                   |
| 5.                           | 26.11.1933                   | Bruksela                     | Dania                        |                              | 2:2                          | towarzyski                   |
| 6.                           | 21.01.1934                   | Bruksela                     | Francja                      |                              | 2:3                          | towarzyski                   |
| 7.                           | 27.05.1934                   | Florencja                    | III Rzesza                   |                              | 2:5                          | MŚ 1934                      |

## Sukcesy
Daring Club
- Mistrzostwo Belgii (2): 1935/36, 1936/37
- Puchar Belgii (1): 1934/35